# Roberto Tobar

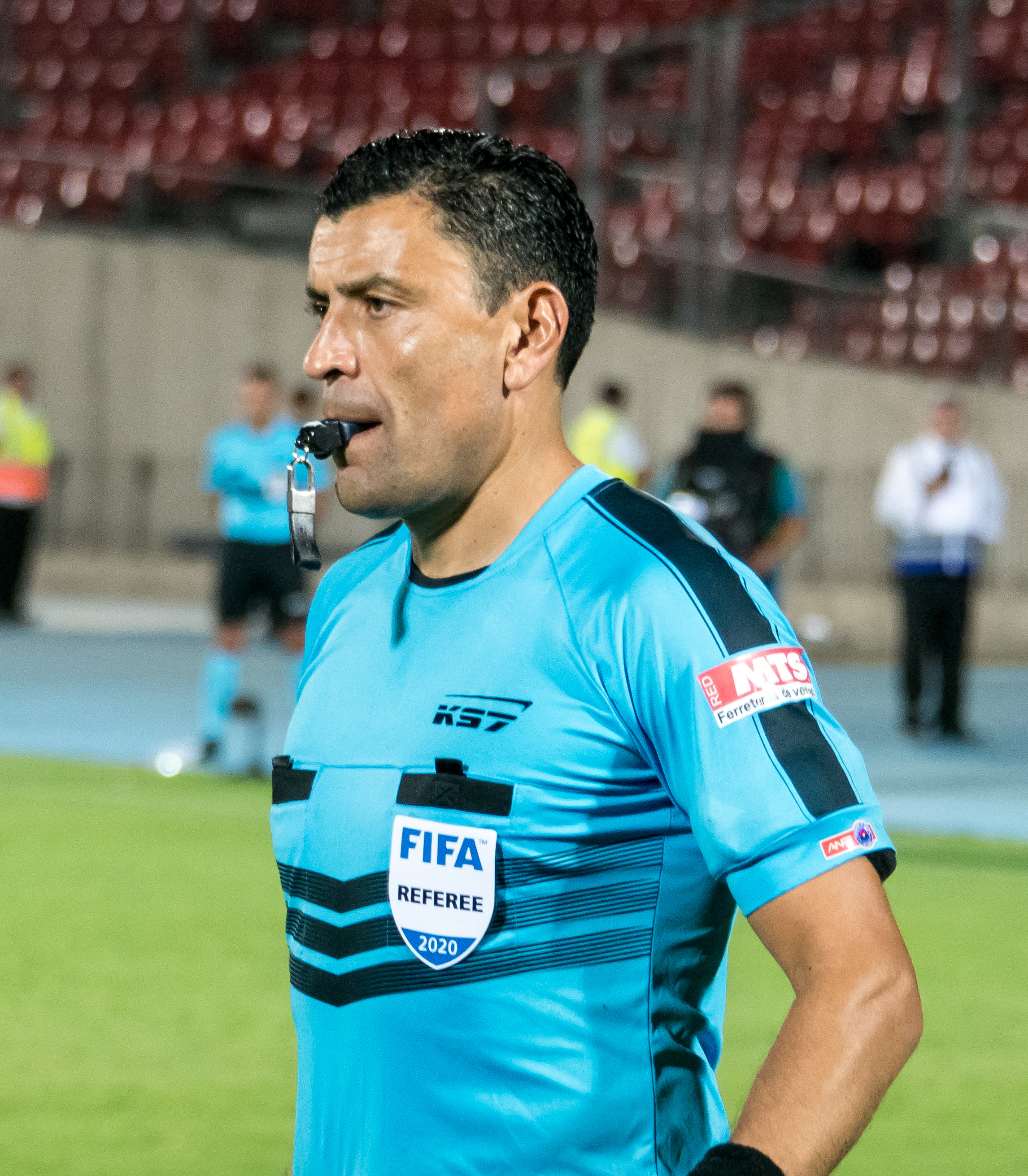
Roberto Tobar (2020)

Roberto Andrés Tobar Vargas (* 13. April 1978) ist ein ehemaliger chilenischer Fußballschiedsrichter.
Tobar war ab 2011 Schiedsrichter in der chilenischen Primera División und leitete in dieser über 185 Partien.
Von 2011 bis 2022 stand Tobar auf der Liste der FIFA-Schiedsrichter und leitete internationale Fußballpartien. 2012 sperrte die Federación de Fútbol de Chile (FFC) Tobar aufgrund seiner Verwicklung in einen nationalen Schiedsrichter-Korruptionsskandal für acht Monate.
Bei der U-17-Weltmeisterschaft 2015 in Chile leitete Tobar vier Spiele, inklusive eines Halbfinales.
Bei der Copa Sudamericana 2018 pfiff Tobar das Final-Rückspiel, zudem bei der Copa Libertadores 2018 das Final-Hinspiel. Am 23. November 2019 leitete er das Finale der Copa Libertadores 2019. Zudem leitete Tobar das Rückspiel um die Recopa Sudamericana 2017 und 2019.
Bei der Klub-Weltmeisterschaft 2019 in Katar leitete Tobar zwei Spiele, darunter ein Halbfinale.
Bei der Copa América 2019 in Brasilien leitete Tobar ein Gruppenspiel, ein Viertelfinale sowie das Finale zwischen Brasilien und Peru (3:1). Zwei Jahre später wurde Tobar erneut für die Copa América 2021 in Brasilien nominiert, hier leitete er zwei Gruppenspiele sowie das Halbfinale zwischen Brasilien und Peru (1:0).